# Branson (Missouri)
Pour les articles homonymes, voir Branson.
Branson est une ville du Missouri, située dans les comtés de Taney et Stone. Lors du recensement de 2010, sa population s’élevait à 10 520 habitants.

## Géographie
Selon le bureau du recensement des États-Unis, Branson a une superficie totale de 53,87 km2, dont 53,43 km2 de terre et 0,44 km2 d'eau (0,82 %).

## Transport

### Routier
L'U.S. Route 65 traverse du nord au sud, connectant Branson à Springfield au nord et à Little Rock, dans l'Arkansas, au sud.

### Aérien
Branson est desservi par l'aéroport de Branson. Avant son ouverture en 2009, la ville était reliée à l'Aéroport National de Springfield-Branson.

## Monuments
La croix de Branson avec 66 mètres de hauteur, est la cinquième plus grande croix du monde .

## Arts
Branson présente la particularité d'abriter plus de 50 théâtres offrant un échantillonnage extrêmement varié de spectacles et plus de dix musées où peuvent être visitées des expositions diverses comme des dinosaures, des jouets anciens, des objets du Titanic ou des vedettes de westerns.
- Titanic Museum Attraction

## Traduction
- (en) Cet article est partiellement ou en totalité issu de l’article de Wikipédia en anglais intitulé « Branson, Missouri » (voir la liste des auteurs).